# Mesanthemum rutenbergianum
Mesanthemum rutenbergianum är en gräsväxtart som beskrevs av Friedrich August Körnicke. Mesanthemum rutenbergianum ingår i släktet Mesanthemum och familjen Eriocaulaceae.
Artens utbredningsområde är Madagaskar. Inga underarter finns listade i Catalogue of Life.